# Manuel Kantakuzenos (Despot)
Manuel Kantakuzenos (mittelgriechisch Μανουήλ Καντακουζηνός, mit vollständigem Namen Manuel Palaiologos (Asanes) Kantakuzenos, * ca. 1326; †  10. April 1380 in  Mistra) war byzantinischer Despot von Morea vom 25. Oktober 1349 bis 1380.

## Leben
Manuel Kantakuzenos war der zweite Sohn von Kaiser Johannes VI. Kantakuzenos und Irene Asanina, einer Enkeltochter des bulgarischen Zaren Iwan Assen III. Durch diese Linie war er mit der bulgarischen Zarendynastie der Asanes verbunden. Er war von 1343 bis 1347 Kephale (Gouverneur) von Berrhoia und 1348/1349 Eparch von Konstantinopel. Im Mai 1347 wurde Manuel von seinem Vater zum Despoten der Morea ernannt. Er war der Erste einer Reihe von Despoten mit lebenslanger Amtszeit. 1349 traf Manuel Kantakuzenos in seiner Provinz ein, die seitdem als weitgehend autonomes Despotat galt.
Durch die Zerschlagung der lokalen Opposition von Großgrundbesitzern und hohen militärischen Würdenträgern (Archonten) festigte er seine Herrschaft in der Morea. Als Johannes Kantakuzenos im Dezember 1354 von seinem Schwiegersohn Johannes V. Palaiologos zur Abdankung gezwungen wurde, gelang es Manuel, die Versuche Johannes V. abzuwehren, ihn als Despoten durch seine Cousins Michael Asanes und Andreas Asanes zu ersetzen. 1355 wurde er durch die neue Regierung als Despot von Morea anerkannt.
Nachdem er seine Herrschaft gesichert hatte, pflegte Manuel friedliche Beziehungen zu seinen lateinischen Nachbarn im Fürstentum Achaia. Die griechisch-lateinische Zusammenarbeit schloss eine Allianz gegen die Raubzüge des osmanischen Sultans Murad I. ein, der in den 1360er Jahren wiederholt in die Morea einfiel.
Manuel förderte die Ansiedlung der Albaner aus Epirus und Thessalien, die in der entvölkerten Provinz als Bauern ebenso gefragt waren wie als Söldner (Stratioten). Die Hauptstadt Mistra avancierte in dieser Zeit zu einem intellektuellen und religiösen Zentrum der griechisch-byzantinischen Kultur. Auch die verstärkt in die Morea strömenden Flüchtlinge aus anderen Teilen des byzantinischen Reiches leisteten einen Beitrag für die Einleitung einer langen Periode der wirtschaftliche Belebung und des Wohlstands. In Mistra wurden zahlreiche Kirchen und Kapellen gebaut und Klöster gegründet. Der unter Manuel Kantakuzenos erweiterte Despotenpalast von Mistra war der größte byzantinische Repräsentationsbau außerhalb von Konstantinopel. 
Manuel Kantakouzenos war von 1342 bis 1347 mit Maria Anna Oliver, der Tochter des serbischen Despoten Jovan Oliver verheiratet. Nach dem 26. Februar 1349 heiratete er Zampea von Lusignan, eine Tochter des Armenischen Königs von Kilikien, Guido von Lusignan (Konstantin IV.). Er hinterließ keine männlichen Nachkommen. Als er 1380 starb, folgte ihm sein älterer Bruder, der ehemalige Mitkaiser seines Vaters Johannes Kantakuzenos, Matthaios Kantakuzenos, als Despot von Morea. Manuel Kantakuzenos wurde in Mistra beerdigt. Seine Grabkapelle, die Kirche Agía Sophia befindet sich nördlich des Despotenpalasts.